# Варязька печера

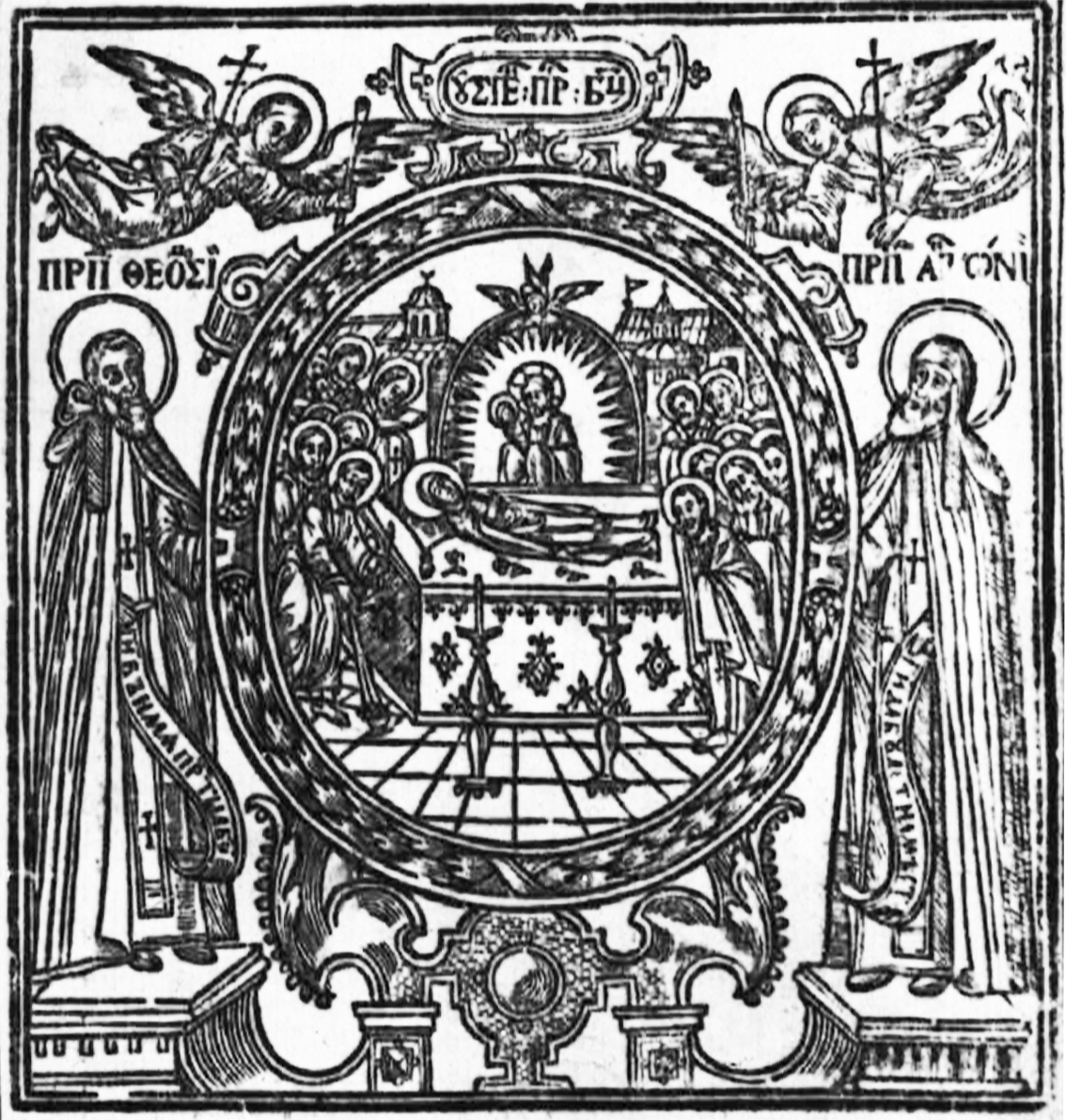
Преподобні Антоній і Теодосій. З книги Атанасія Кальнофойського «Тератургіма», 1638 рік.

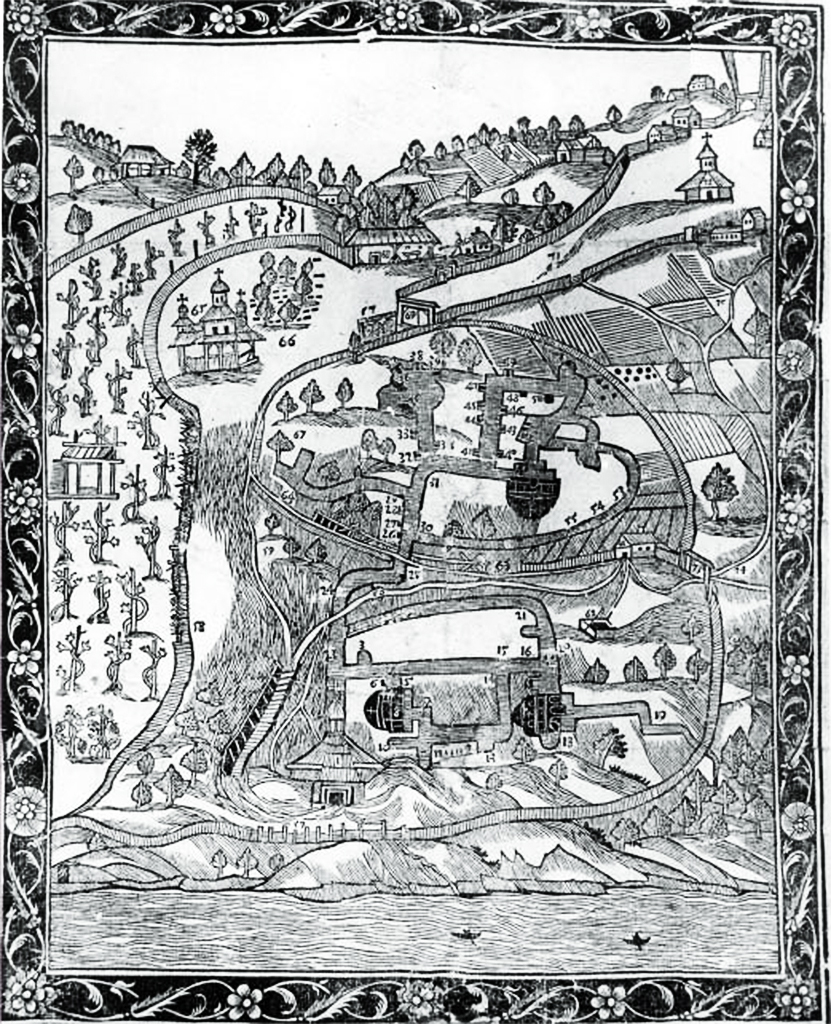
Києво-Печерська лавра, 1638

50°25′57″ пн. ш. 30°33′47″ сх. д. / 50.4325° пн. ш. 30.5631° сх. д.
Варя́зька пече́ра — найдавніша частина дальньопечерного комплексу в Києво-Печерській лаврі.

## Етимологія
Назва, імовірно, походить від того, що варяги, які проложили Дніпром торговельний шлях «із варягів у греки», користувалися печерою. Печерський патерик назву пов'язує з варягами, які сховали в ній скарби, золото, срібло й латинський посуд.

## Історія
Варязька печера існувала до часу заснування Києво-Печерського монастиря. Згадка про знайдення там латинських посудин, тобто посуду для богослужбового призначення католицької громади, вказує, що туди їх могли занести тільки іноземці-варяги.
Одну з версій про походження Варязької печери виклав А. Кальнофойський у своїй книзі «Тератургіма», що вийшла 1638 року у друкарні Києво-Печерської лаври. Він назвав печеру «логовиськом дніпровських розбійників»: 
| «Берестово є гора… вельми крута, різним деревом густо обросла, від води через справді урізану високість свою неприступна, на ній мали своє логовисько варяги, дніпровські розбійники, які тих, що пливли, приводили до втрати здоров'я або й маєтностей, вони здобич свою і самих себе ховали в тільки їм відомих місцях у тій печері, котру на горі вирили (вона й сьогодні зяє)».[1] |
Водночас, за повідомленням «Повісті минулих літ», засновником першої печери на дніпровських схилах 1051 року став митрополит Іларіон, тодішній пресвітер церкви Святих Апостолів на Берестовому:
| «Пресвітер, на ім’я Ларіон, муж благий, і книжний, і пісник. І ходив він із Берестового на Дніпро, на пагорб, де нині старий монастир Печерський, і тут молитви творив. А був ліс тут великий, і викопав він тут печерку малу, двосаженну, і, приходячи з Берестового, відспівував псалми й молився тут Богу потай. Потім же вложив Бог князю в серце [добрий намір]: поставив він його митрополитом [у] святій Софії, а ся печерка так осталася». [2] |
А в «Житії преподобного Антонія Печерського» стверджується, що першим у Варязькій печері 1013 року оселився преподобний Антоній Печерський. У ній він улаштував для себе невелику підземну келію, у якій прожив близько чотирьох років. Після вбивства Бориса і Гліба Антоній вирушив на Афонську гору. А за твердженнями дослідників, за час відсутності Антонія в Києві пресвітер Іларіон викопав для своїх потреб печеру ближче до урочища Берестового, аніж Варязька печера.
Після повернення до Києва Антоній знову оселився на Печерських пагорбах. Згодом Варязьку печеру приєднали до системи Дальніх печер і створили єдиний комплекс. Тяга до усамітнення привела Антонія на сусідній пагорб, де він започаткував Антонієві (Ближні) печери і «нового» Печерського монастиря.
Варязька печера була покинутою з ХІІІ до XVIII ст. і не була залучена до процесу монастирської розбудови.

## Опис
Перші графічні зображення лаврських печер з'явилися наприкінці XVI ст .
Дальні печери складаються з двох окремих частин, з'єднаних коридором. Найдавніша частина — Варязька печера, інша — власне Дальні печери. Первісно вони існували окремо одна від одної. Печера з'явилася раніше за Ближні печери.
Вхід до печери розташований у західній частині Аннозачатіївської церкви на Дальніх печерах. Довжина Варязької печери — близько 191 м. Це — підземний коридор із п'ятьма відгалуженнями, однією двокімнатною келією і трьома нішами. Висота коридору — близько 2 м. Глибина в точці входу до Варязької печери становить 14 метрів.

## Легенда про скарб
Із Варязькою печерою пов'язаний скарб, про який ідеться у Печерському патерику («Слово 33. Про святих преподобних отців Феодора та Василія»).
Біс, щоб спокусити ченця Федора, указав йому місце прихованого скарбу:
| "Чув бо від інших, що є у цій печері скарб варязький — незліченна безліч золота й срібла, в землі захована з давніх давен. І ніхто його не здобув і донині. І якщо його попросиш у Бога — дасть тобі золота і срібла безліч. І не давай же входити до себе нікому, ні сам не виходь із печери своєї»[4] |
Печерник прийшов на вказане йому у сновидді місце і дійсно знайшов скарб. Біс, перебравши подобу брата Василія, став намовляти Федора взяти золото і піти в іншу землю. Щоб завантажити всю знахідку, ченцю знадобилися віз і скриня. В останню мить від втечі відмовив справжній ченець Василій.
Однак диявол не здався і «воздвиг нещастя на преподобних». Він в образі Василія розповів про скарб боярину, а той — князю Мстиславу Святополковичу.
| «Вранці ж князь, як на лови чи на якогось воїна сильного, сам їхав з багатьма воїнами і, захопивши блаженного Федора, привів його в дім свій. І спершу ласкаво запитав його: «Отче, повідай мені, чи знайшов скарб? Поділю його, — каже — з тобою, і будеш батьком батькові моєму й мені». Був бо Святополк у Турові. Федір же каже: Так, знайшов, і нині є захований у печері". Князь же запитує: «Чи багато, — отче, там золота й срібла, і посуду, і ким, як чував, те заховане було?» Федір же каже: «В житії святого Антонія оповідається, що варязькою поклажею є, оскільки посуд латинський. І тому Варязькою печера зветься й донині. Золота ж і срібла там безліч». Князь же запитує: «Чому не віддаси його мені сину своєму? Собі ж візьми, скільки хочеш». Федір же відповідав: "Я з того, що велиш мені взяти, не потребую нічого. Не потрібно мені це, бо я — вільний від цього. Не пам'ятаю де скарб, а то все вам повідав би, оскільки ви раби його, я ж — вільний від цього».[4] |
Розгніваний князь наказав спочатку катувати обох ченців, а оскільки вони не викрили таємниці, стратити. Та невдовзі загинув і сам князь, убитий стрілою.